# Hastinapur
Hastinapur is een nagar panchayat (plaats) in het district Meerut van de Indiase staat Uttar Pradesh. Het wordt al genoemd in de Mahabharata en de Purana's. Ook in oude jaïnische geschriften wordt het genoemd.

## Demografie
Volgens de Indiase volkstelling van 2011 wonen er 26.452 mensen in Hastinapur, waarvan 53% mannelijk en 47% vrouwelijk is. De plaats heeft een alfabetiseringsgraad van 74%.

## Geschiedenis
Hastinapur is gelegen aan een oude rivierbedding van de Ganges. Het wordt in de Mahabharata genoemd als de hoofdstad van Kuru-Panchala met als koning Dhritarashtra. Met zijn vrouw Gandhari kreeg hij honderd zonen, de Kaurava's, en een dochter.
Het kernverhaal van de Mahabharata is de dynastische strijd om de troon van Hastinapur. De Kaurava's nemen het daarbij op tegen hun neven, de Pandava's.
Volgens de Matsya Purana en de Vayu Purana zou tijdens de regering van Nichakshu vanwege een grote overstroming de hoofdstad verplaatst zijn naar Kaushambi.
In 1950-52 deed Braj Basi Lal archeologische opgravingen in de heuvel van Hastinapur. Daarbij werden vijf bewoonde periodes gevonden, van voor 1200 v.Chr. tot de vroege vijftiende eeuw. Daartussen waren steeds periodes waarin de plaats verlaten was. In de lagen van Periode II werd painted grey ware gevonden, wat uit de periode van de Mahabharata is en overeenkomt met die levenswijze. Ook werden er sporen van een overstroming gevonden zoals genoemd in de Purana's. Daarmee is dit geen sluitend bewijs, maar geeft het wel aan dat de werken een historische basis kunnen hebben gehad.
| Periode  | Tijd                                        | Culturele kenmerken |
| -------- | ------------------------------------------- | --- |
| V        | Eind 11e eeuw - begin 15e eeuw              | Aardewerk dat zeer afwijkt van eerdere periodes, grof- tot middelgrofkorrelig rood aardewerk. Geglazuurd aardewerk met bloemmotieven. Een stenen beeltenis van Parvati en Rishabhadeva. Terracotta van slechte kwaliteit. Armbanden van glas, ivoor, schelpen en bot. Een munt van Balban (1266-87) Veel ijzeren voorwerpen, waaronder spijkers, pijlpunten, speerpunten, schoffels en messen Gebouwen waarbij gebroken stenen uit eerdere periodes zijn gebruikt. Vier deelperiodes kunnen worden onderscheiden |
| Verlaten |                                             | |
| IV       | Begin 2e eeuw v.Chr. - eind 3e eeuw         | Rood aardewerk, soms met gestempelde ontwerpen, zwart-op-rood beschilderd aardewerk in de bovenste lagen. Veel en gevarieerde terracotta-figurines, waaronder veel van de bultstier, terracotta wielen, karren, votiefhouders en een beeldje van de Bodhisattva Maitreya zonder hoofd. Ringen en kralen van hoge kwaliteit. Beschreven potscherven en een zegel Koperen objecten. IJzeren objecten waaronder spijkers, een bijl en een pan. Munten van de heersers van Mathura, de Yaudheya. Imitatiemunten van koning Vasudeva van Kushana Huizen en vloeren vooral gemaakt van gebrande baksteen. Verschillende deelperiodes kunnen worden onderscheiden |
| Verlaten | Verlaten                                    | Aanwijzingen van een grote brand |
| III      | Begin 6e eeuw v.Chr. - Begin 3e eeuw v.Chr. | Northern black polished ware, grofkorrelig grijs aardewerk, rood aardewerk. Menselijke en dierlijke terracotta figurines, veel van olifanten. Kralen van geëtst carneool- en kristalkwarts. Ringen van koper, chalcedoon en hoorn Koperen objecten. IJzeren pijlpunt, beitel en sikkel. Geslagen en niet-gemarkeerde gegoten munten Huizen van zonsteen en baksteen, bakstenen afwatering. Terracotta waterputten |
| Verlaten | Verlaten                                    | Aanwijzingen van een overstroming |
| II       | 11e eeuw v.Chr. - 8e eeuw v.Chr.            | Painted grey ware, zwart slibaardewerk, rood gewoon aardewerk en rood slibwerk. Koperen artefacten, ijzerslak in de bovenste lagen. Hoornstenen en jaspis gewichten. Terracotta voorwerpen, waaronder figurines van dieren. benen naalden Gebrande rijstkorrels, beenderen van paarden, varkens en vee Huizen van leem, zonsteen, lemen pleister |
| Verlaten |                                             | |
| I        | Voor 12e eeuw v.Chr.                        | Fragmenten van ochre coloured pottery Weinig resten van bebouwing, mogelijk door de beperkte omvang van deze opgraving. Bewoning lijkt sporadisch |